# Андреев, Константин Павлович
Константи́н Па́влович Андре́ев (1923, Тюп — 18 февраля 1945) — советский военнослужащий, участник Великой Отечественной войны, полный кавалер ордена Славы, разведчик 139-го гвардейского стрелкового полка гвардии младший сержант — на момент представления к награждению орденом Славы 1-й степени.

## Биография
Родился в 1923 году в селе Тюп (ныне — районный центр в Иссык-Кульской области Республики Кыргызстан). Окончил 7 классов. Перед войной жил в Саратове, работал в милиции.
В 1942 году был призван в Красную армию сталинским райвоенкоматом Саратова. На фронте с июня 1942 года. К осени 1944 года воевал в разведке 139-го гвардейского стрелкового полка 46-й гвардейской стрелковой дивизии. Особо отличился в боях за освобождение Латвии.
В ночь на 17 сентября 1944 года гвардии младший сержант Андреев, будучи в разведке у деревни Прусени, выявил огневые средства врага, истребил 3 противников, захватил важные документы противника. Приказом от 27 октября 1944 года гвардии младший сержант Андреев Константин Павлович награждён орденом Славы 3-й степени.
29 октября 1944 года в бою за безымянную высоту близ населённого пункта Яунземьи гвардии младший сержант Андреев ворвался в траншею врага и уничтожил несколько солдат, гранатами подавил пулемёт, точку. Приказом от 12 декабря 1944 года гвардии младший сержант Андреев Константин Павлович награждён орденом Славы 2-й степени.
25 января 1945 года в районе населённого пункта Адужи гвардии младший сержант Андреев возглавил отделение, которое проникло в расположение противника, захватило блиндаж, ликвидировало 3 вражеских солдат и 1 пленило. Указом Президиума Верховного Совета СССР от 29 июня 1945 года за образцовое выполнение заданий командования в боях с захватчиками гвардии младший сержант Андреев Константин Павлович награждён орденом Славы 1-й степени. Стал полным кавалером ордена Славы.
В одном из следующих боёв в феврале 1945 года был ранен и направлен в 522 медсанбат. Скончался 18 февраля 1945 года. Похоронен на кладбище села Динздурбе (ныне — в составе Эмбутской волости Вайнёдского края, Латвия).